# Bekwil jezik
Bekwil jezik (ISO 639-3: bkw; bakwele, bakwil, bekwel), nigersko-kongoanski jezik iz Konga kojim govori oko 12 060 ljudi, poglavito u Kongu 9 600  (2003) i 2 460 u Gabonu (2000) u provinciji Ogooue Ivindo. U Kongu se govori duž kamerunske i gabonske granice. Leksički mu je najbliži koonzime [ozm], 85%.
Bekwil pripada sjeverozapadnim bantu jezicima u zoni A, i podskupini makaa-njem (A.80)

## Vanjske poveznice
- Ethnologue (14th)
- Ethnologue (15th)